# Ангус Кінг
Ангус Стенлі Кінг-молодший (англ. Angus Stanley King, Jr.; нар. 31 березня 1944, Александрія, Вірджинія) — американський незалежний політик. Він є членом Сенату США від штату Мен з 2013 року і був губернатором Мену з 1995 по 2003 роки.
У 1966 році закінчив Дартмутський коледж, отримав диплом юриста у 1969 в Університеті Вірджинії. Обидва його батьків були демократами. Одружений з Марією Гарман з 1984 року, має п'ятеро дітей.
У січні 2022 проголосував проти проєкту санкцій для газогону «Північний потік-2» як засобу запобігання російському вторгненню в Україну.